# Narvál
A narvál (Monodon monoceros) az emlősök (Mammalia) osztályának párosujjú patások (Artiodactyla) rendjébe, ezen belül a narválfélék (Monodontidae) családjába tartozó faj.
Nemének az egyetlen faja.

## Előfordulása
Az északi-sarki vizekben, Észak-Oroszország, Észak-Alaszka és Észak-Kanada partjai előtt, valamint Grönland és a Spitzbergák közelében található meg, a Davis-szorosban, a Novaja Zemlja környékén. Állományát kb. 80 ezer egyedre becsülik, ennek fele Grönlandnál él. A narvál elterjedését tekintve tehát a legészakibb cetfaj. Ritkán merészkedik az északi szélesség 60. fokánál délebbre.

## Megjelenése

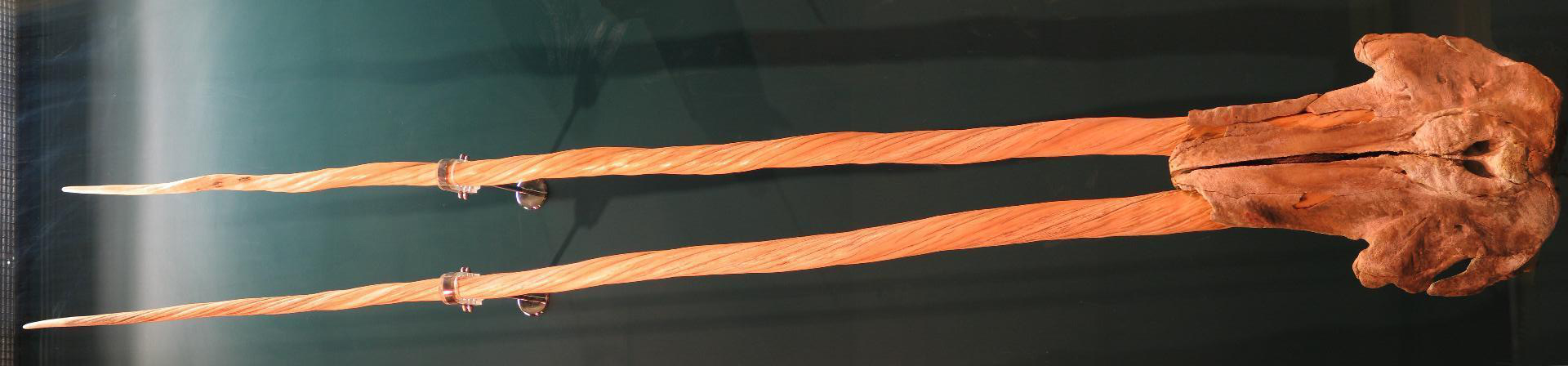
Ritka, kétagyaras narválkoponya (kb. 500 közül egy esetben fordul elő)

A hím narvál hossza 5-6,6, a nőstényé 4-5,5 méter. A hím testtömege 800-1800, míg a nőstényé általában legfeljebb 900 kilogramm. Homloka magasra tornyosul; „csőre” nincs. A hím állat felső állcsontjából két fog nő ki vízszintesen előre. A bal oldali fog agyarrá fejlődik, amely folyamatosan nő, akár 3 méter hosszú is lehet. Agyaruk nem kizárólag az ivarérett hímeknek van, de a nőstényeké satnyább az övékénél, és csak kb. 15%-uk rendelkezik vele. Szintén ritkán, de találnak kétagyarú példányt is. Az agyar jelentősége nem teljesen ismert. A leginkább elfogadott elmélet szerint a hímek ezzel teszik vonzóbbá magukat a nőstények számára, és meg is verekszenek egymással, amit a nemi kétalakúság alátámaszt. Régebben arra gondoltak, hogy ezzel tör magának léket a jégpáncélon. A 2010-es években felfedezték, hogy az agyarban több millió idegpálya fut, amelyek végződése annak felszínére is elér. Ezek segítségével érzékelhetik pl. a víz hőfokát, sótartalmát, a halrajok jelenlétére utaló szerves maradványokat és akár a nemi érettséget jelző hormonokat is. A felszínen megfigyelt viselkedésük, amikor keresztezik agyaraikat, egyfajta kommunikáció lehet közöttük ezáltal. A túlélésben ennek az érzékelésnek azonban nem lehet jelentős szerepe, hiszen a nőstények még tovább is élnek a hímeknél.
A narvál torpedó alakú, áramvonalas törzse a vízben lehetővé teszi a gyors mozgást. Hátán a bőr feketén pettyezett, hasa fehér; a pettyek a fejtájékon összesűrűsödnek. Az idősödő hímek sötét foltjai gyakran elhalványodnak; gyakran csak egy sötét csík marad a háton. A lekerekített mellúszók (átalakult mellső végtagok) vége a növekvő életkorral egyre inkább felfelé kunkorodik. A mellúszók sötétebbek, mint a test színe. A test vonala az alig elkülönülő hátúszóig meglehetősen egyenes, a széles farokúszó előtt csapott. Az egyetlen utód születéskor sötét kékesszürke, de ahogy idősebbé válik, színezete a kifejlett állatok foltozott, illetve pettyezett színét veszi fel. Születéskor a borjú nagyjából 150-170 centiméter hosszú, átlagosan 80 kilogramm tömegű.

## Életmódja
A narvál társas állat, a fiatal hímek külön csapatokat alkotnak, de vannak vegyes csapatok is. A narválok a velük egy élőhelyen előforduló belugával szemben gyorsan és fordulékonyan úsznak. Minden más cetfélénél mélyebben hatol be a sarkvidéki vizekbe, a 80. szélességi fokon is túl. Ott néha nagy csapatokat alkot a lékek környékén, melyeket rendszeres felszínre bukásuk révén tartanak fenn, amely szükséges ahhoz, hogy levegőhöz jussanak. A hímek nem a jég áttörésére használják agyarukat, amint azt korábban gondolták. E szervüknek a táplálkozásban sincs szerepe, vagy legalábbis jelentéktelen, hiszen az agyar nélküli nőstények gyomortartalma semmiben sem különbözik a hímekétől. Pontosan még nem ismert a hasznuk, de az agyarakon lévő karcolások és állkapcsokban talált maradványok arra utalnak, hogy a hímek megvívnak egymással rangsorbeli helyükért és a nőstényekért, azonban ilyet még senki nem figyelt meg, de valószínűleg ezek a mélyben történnek a párzási időszakban, ami télen, jéggel borított vizeken történik. A felszínen mutatott hasonló viselkedés, amikor fiatal bikák félig kiemelkednek a vízből és keresztezik agyaraikat, feltehetően a párzási csatákra való felkészülés lehet, de újabb elméletek szerint érzékelésre használják. Tápláléka halakból, tintahalakból és rákokból áll. A táplálékszerzését és tájékozódását éles hangok kibocsátásával segíti, mint minket a szonár. Táplálékáért 370-400 méterig is lemerül, és egy félóránál is tovább maradhat a víz alatt. Általában 30-40 évig él.

## Szaporodása
A hím az ivarérettségét 6 évesen, míg a nőstény 5 évesen éri el. A párzási időszak március–május között van. A vemhességi idő 15 hónapig tart, ezután a nőstény egy borjat hoz a világra. Két ellés között többnyire három év nyugalmi idő telik el.

## Rokon fajok
A család másik élő tagja és rokona, a beluga (Delphinapterus leucas).

## Egyéb
Mivel az eszkimók igen nagyra értékelik a narvál agyarát, még mindig vadásznak rá. A Jeges-tenger kanadai területén évente körülbelül ezer narválra szól a vadászkvóta. Korábban jóval több narválbikát ejtettek el, mivel a középkori Európában az „egyszarvú” agyarának csodatevő erőt tulajdonítottak, és értéke felért az aranyéval. A szász választófejedelem egy alkalommal 100 000 tallért fizetett egyetlen narválagyarért. Ezeket a fogakat már az ókorban is ismerték és megbecsülték. Zegzugos utakon jutottak el közép- és dél-európai térségbe, ahol aztán táptalajt adtak az egyszarvú mondájának. Később minden egyes természetrajzi gyűjtemény narválagyarral kívánt büszkélkedni. Az még ma sem ismert, mi az oka, hogy gyakorlatilag mindig csak a bal oldali fog nő meg agyarrá.

## Képek

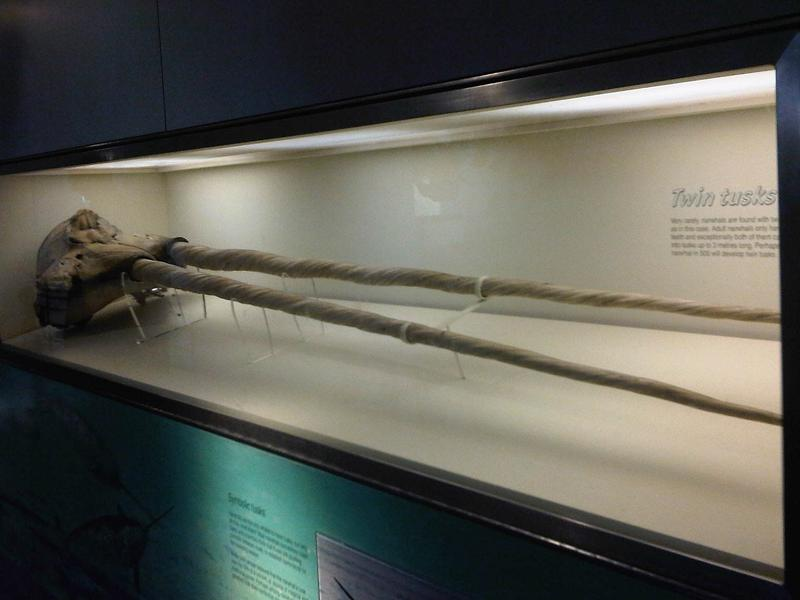
Kétagyaras...
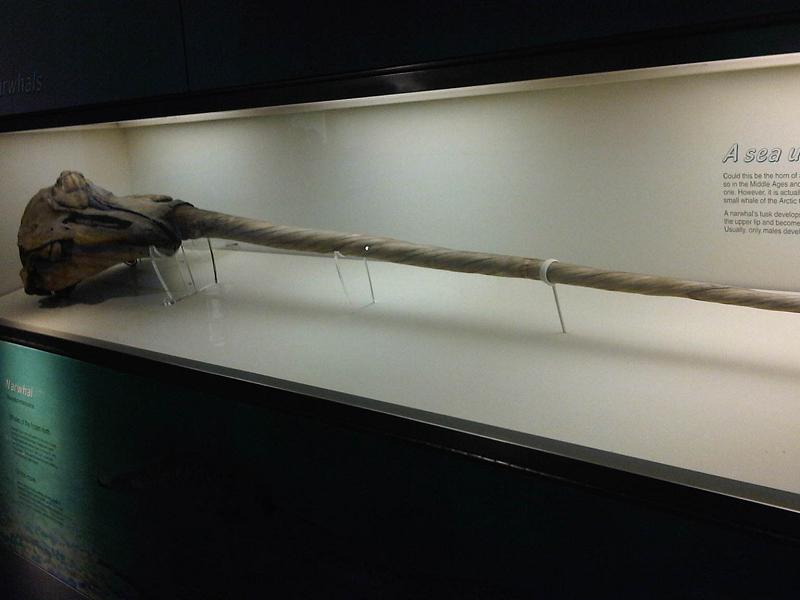
... és egyagyaras narválkoponyák a Londoni Természettudományi Múzeumban
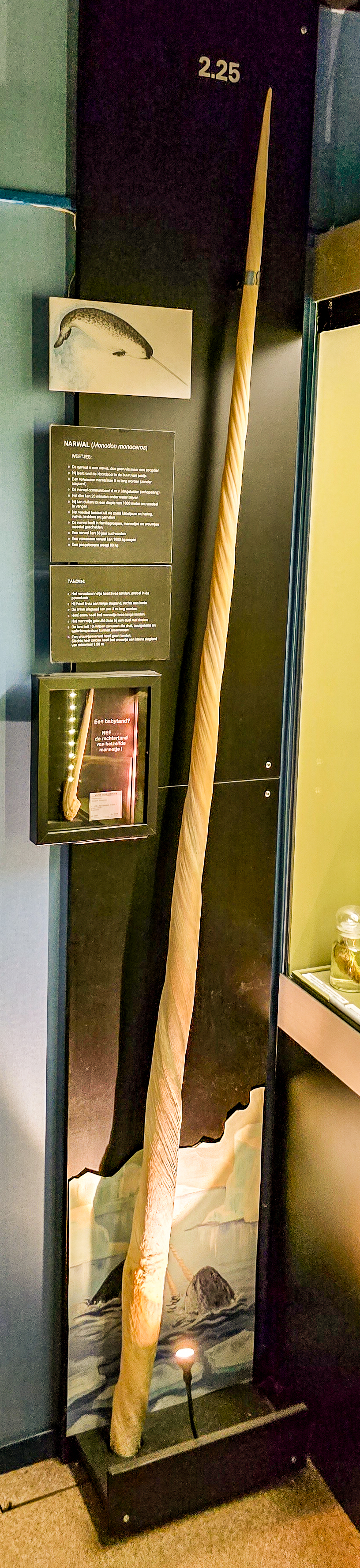
Narválagyar a Scheveningen Múzeumban (a bal oldali fog)
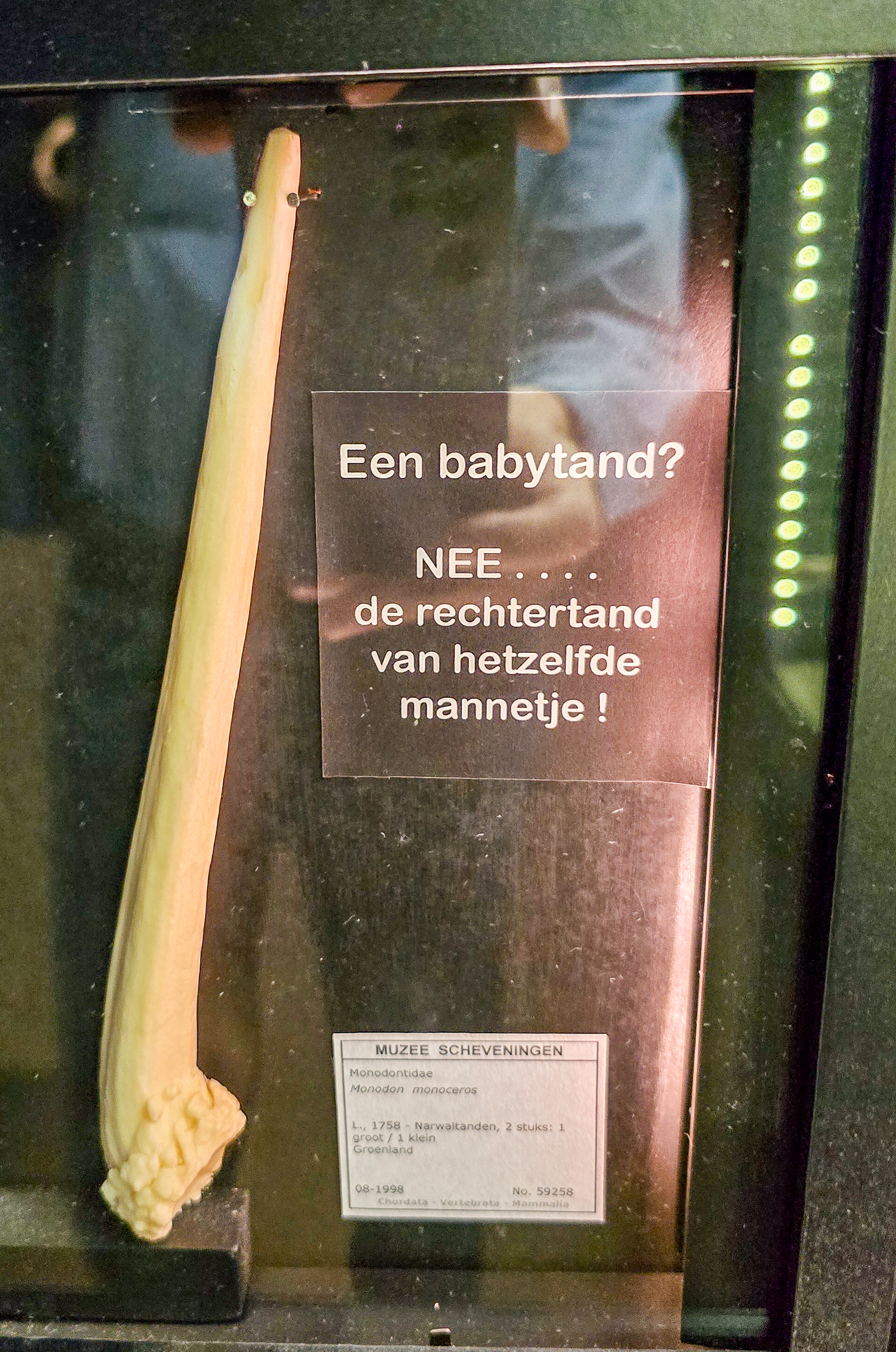
Ugyannak az agyarnak a jobb oldali párja